# Prostitución en Macao
La prostitución en Macao es legal, a diferencia de China continental, ya que la ciudad es una región administrativa especial del país. Sin embargo, tanto la explotación de un burdel como el proxenetismo son ilegales en Macao y este último se castiga con una pena máxima de ocho años de prisión. La prostitución callejera es ilegal, pero el trabajo sexual en un salón de masajes se considera legal de facto. La ciudad tiene un gran negocio sexual aunque no hay una zona roja oficial. Además de la prostitución callejera, las prostitutas trabajan en edificios de bajo costo, salones de masajes y prostíbulos ilegales, así como en casinos, discotecas, saunas y algunos de los grandes hoteles. La mayoría de los hoteles, sin embargo, tienen prostitutas supuestamente alojadas discretamente. Muchas aceras y pasajes subterráneos de la ciudad están llenos de tarjetas de visita de prostitutas.
La economía de Macao se basa en gran medida en el turismo, con una importante contribución de los casinos, las drogas y la prostitución, lo que lleva a la ciudad a ser llamada «ciudad del pecado». Dado que la administración de Macao depende en gran medida de los impuestos sobre la prostitución y el juego, las autoridades se muestran tradicionalmente reticentes a reducir el tamaño de la industria sexual. El comercio estaría controlado por grupos chinos de crimen organizado, con diferentes bandas compuestas por personas de diferentes provincias de China, un sistema que conduce a violentos enfrentamientos.

## Historia
La prostitución apareció en Macao en los siglos XIX y XX. En el siglo XXI, además de los burdeles convencionales, Macao tiene burdeles flotantes conocidos como «barcos de flores» que sirven a buques extranjeros. Después de 1851, la prostitución está regulada y, en la década de 1930, el gobierno intenta poner fin a la explotación y el abuso de las prostitutas. A finales de la década de 1930, había 120 prostíbulos en la ciudad con 1500 prostitutas.
En la década de 1990, se informó de que miembros de la tríada china celebraban matrimonios de conveniencia con prostitutas portuguesas para obtener la nacionalidad portuguesa. A principios de 2015, artículos de la prensa sensacionalista hablan de actrices japonesas populares de películas pornográficas que vienen a Macao para trabajar como prostitutas, se dice que sus clientes son chinos ricos. Una campaña nacional china contra la corrupción reduce la publicidad relacionada con la prostitución y aumenta el número de inspecciones de los burdeles ilegales. Se cerraron algunos burdeles subterráneos y se detuvieron a más de 100 personas por implicación criminal en la prostitución en un hotel de Macao.

## Tráfico sexual
Hay denuncias de que los sindicatos chinos atraen a mujeres de China continental para que trabajen como prostitutas en Macao con anuncios falsos de empleo en casinos, bailarinas u otros tipos de empleo legítimo. También hay denuncias de tráficos de mujeres a Macao procedentes de Mongolia, Rusia, Filipinas, Tailandia, Vietnam, Birmania, Asia central y Sudáfrica. Una pandilla que llevaba prostitutas surcoreanas a Macao para servirles a hombres chinos fue arrestada en 2015. Según la Embajada de los Estados Unidos en Ulaanbaatar, las estimaciones del número de trabajadoras sexuales mongolas en Macao oscilan entre 200 y 300. Macao figura en una lista de vigilancia de la Oficina de Vigilancia y Lucha contra la Trata de Personas del Departamento de Estado de los Estados Unidos, en la lista de nivel 2 —territorios que no cumplen plenamente con los estándares mínimos de la ley de protección de las víctimas de trata y violencia de 2000, pero que hacen esfuerzos significativos para cumplirla—. La trata de personas es ilegal en Macao, con una pena máxima de prisión de doce años —quince años si hay menores involucrados—.